# Liste der Biografien/Hilp
Liste der Biografien |
Portal Biografien |
Personensuche
# |
A |
B |
C |
D |
E |
F |
G |
H |
I |
J |
K |
L |
M |
N |
O |
P |
Q |
R |
S |
T |
U |
V |
W |
X |
Y |
Z |
?
 
Ha |
Hd |
He |
Hi |
Hj |
Hk |
Hl |
Hm |
Hn |
Ho |
Hr |
Hs |
Ht |
Hu |
Hv |
Hw |
Hy
 
Hia |
Hib |
Hic |
Hid |
Hie |
Hif |
Hig |
Hih |
Hii |
Hij |
Hik |
Hil |
Him |
Hin |
Hio |
Hip |
Hir |
His |
Hit |
Hiv |
Hiw |
Hix |
Hiy |
Hiz
 
Hila |
Hilb |
Hilc |
Hild |
Hile |
Hilf |
Hilg |
Hilh |
Hili |
Hilj |
Hilk |
Hill |
Hilm |
Hilp |
Hils |
Hilt |
Hilu |
Hilv |
Hilz
Die Liste der Biografien führt alle Personen auf, die in der deutschsprachigen Wikipedia einen Artikel haben. Dieses ist eine Teilliste mit 33 Einträgen von Personen, deren Namen mit den Buchstaben „Hilp“ beginnt.

## Hilp

### Hilpe
- Hilpert, Andreas (1837–1893), deutscher Bäcker, Bierbrauer und Politiker (Zentrum), MdR
- Hilpert, Axel (1947–2018), deutscher Immobilienmakler, hauptamtlicher und inoffizieller Stasi-Mitarbeiter
- Hilpert, Britta (* 1966), deutsche Journalistin
- Hilpert, Bruno (1850–1910), deutscher Dirigent, Komponist und kaiserlicher Musikdirektor
- Hilpert, Carl (1888–1947), deutscher Generaloberst im Zweiten Weltkrieg
- Hilpert, Charly (* 1960), deutscher Journalist, Hörfunkmoderator und Fernsehmoderator
- Hilpert, Daniel (1837–1923), deutscher Rechtsanwalt, Ehrenbürger von Erlangen
- Hilpert, Daniel (* 1981), deutscher Eishockeyspieler
- Hilpert, Ditmar (* 1955), deutscher Biologe, Volkswirt und Hochschullehrer
- Hilpert, Friedrich (1841–1896), deutscher Cellist und Musikpädagoge
- Hilpert, Fritz (* 1956), deutscher Musiker und Mitglied der Elektropop-Band Kraftwerk
- Hilpert, Hans (1878–1946), deutscher Lehrer und Politiker
- Hilpert, Heinz (1890–1967), deutscher Schauspieler und TheaterregisseurHeinz Hilpert (1890–1967)

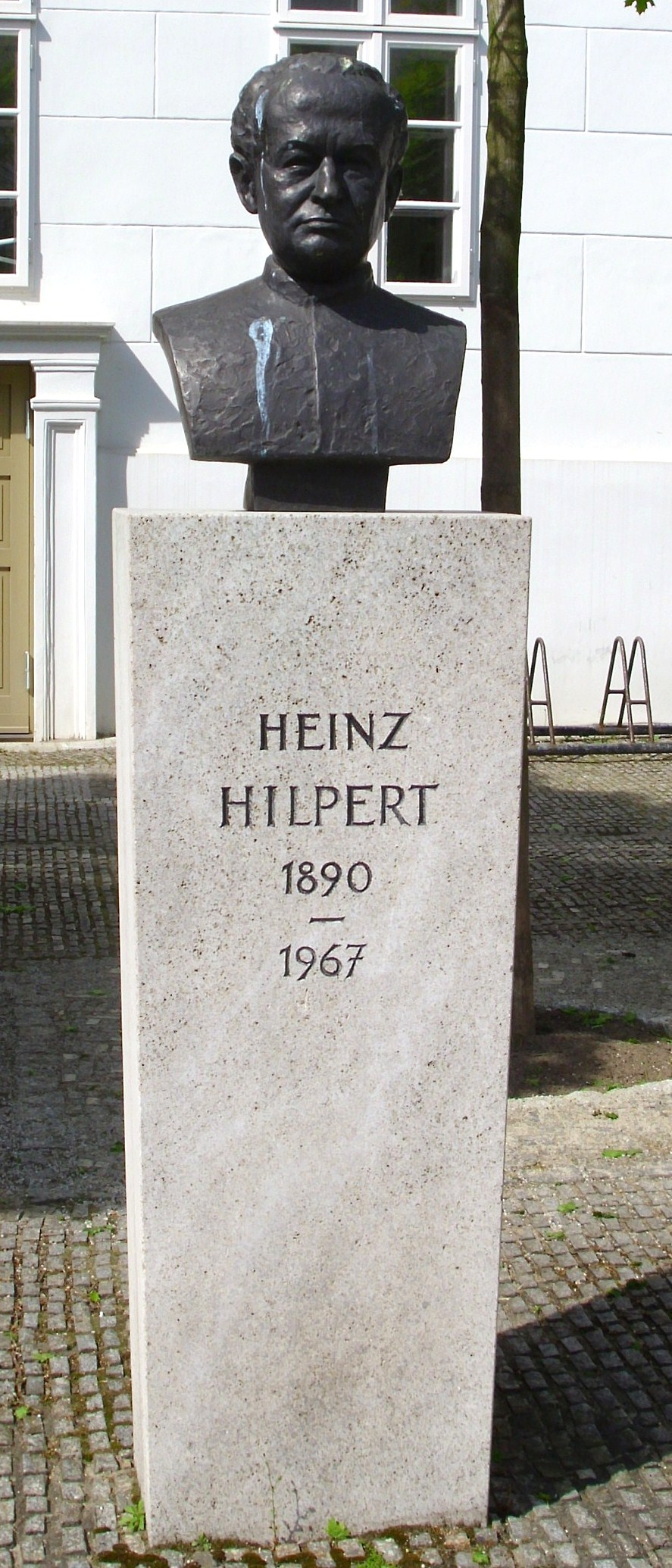
Heinz Hilpert (1890–1967)

- Hilpert, Helmut (1923–1942), österreichischer Pianist
- Hilpert, Helmut (1937–1997), deutscher Fußballspieler
- Hilpert, Horst (1936–2019), deutscher Jurist; Chefankläger des Deutschen Fußball-Bundes
- Hilpert, Jakob (* 1966), deutscher Drehbuchautor und Regisseur
- Hilpert, Klaus (1944–2014), deutscher Fußballtrainer und -manager
- Hilpert, Konrad (* 1947), deutscher Theologe, Professor für Moraltheologie
- Hilpert, Leonhard (1852–1934), deutscher Metzger und Politiker (BBB), MdR
- Hilpert, Marcus (* 1971), deutsch-niederländischer Tennisspieler
- Hilpert, Paul (1893–1939), deutscher Psychiater und Hochschullehrer
- Hilpert, Siegfried (1883–1951), deutscher Chemiker
- Hilpert, Thilo (* 1947), deutscher Architekt, Stadtsoziologe und Autor
- Hilpert, Walter (1908–1962), deutscher Rundfunkintendant
- Hilpert, Werner (1897–1957), deutscher Politiker (Zentrum, CDU), MdL, MdB
- Hilpert-Zimmer, Ulrike (* 1964), deutsche Juristin und Richterin

### Hilpi
- Hilpisch, Georg (1846–1928), deutscher Geistlicher
- Hilpisch, Hans (* 1949), deutscher Sachbuchautor
- Hilpisch, Stephanus (1894–1971), deutscher Benediktinermönch

### Hilpo
- Hilpold, Peter (* 1965), österreichischer Rechtswissenschaftler und Professor für Völkerrecht und Europarecht

### Hilpp
- Hilpp, Daniela (* 1980), deutsche Radiomoderatorin

### Hilpr
- Hilprecht, Hermann Volrath (1859–1925), deutsch-US-amerikanischer Archäologe und Assyriologe